# The Golden Palace
The Golden Palace is een Amerikaanse komedieserie die op de Amerikaanse televisie werd uitgezonden van 1992 tot 1993.
De reeks was een vervolgserie op The Golden Girls. Blanche, Rose en Sophia hebben hun huis in Miami verkocht en runnen een hotel, genaamd The Golden Palace, samen met de hotelier Roland Wilson en de kok Chuy Castillos. Deze serie was echter niet zo'n succes, en daarom werd de serie op 14 mei 1993 geschrapt. Toch is deze serie altijd nog te zien op Comedy Central Family.

## Rolverdeling
| Acteur               | Personage                                |
| -------------------- | ---------------------------------------- |
| Betty White          | Rose Lindstrom Nylund                    |
| Rue McClanahan       | Blanche Elizabeth Hollingsworth Deveraux |
| Estelle Getty        | Sophia Spirelli Petrillo-Weinstock       |
| Don Cheadle          | Roland Wilson                            |
| Cheech Marin         | Chuy Castillos                           |
| Billy L. Sullivan    | Oliver Webb                              |
| Stephen James Carver | Brad                                     |
| Ja'net DuBois        | Louise Wilson                            |
| Harold Gould         | Miles Webber                             |
| Beatrice Arthur      | Dorothy Zbornak Hollingsworth            |
| Robert Beecher       | Older Man                                |
| Bertila Damas        | Beverly                                  |

## Karakters
- Blanche Devereaux

Blanche Devereaux is waarschijnlijk de jongste van het drietal. Ze was in de vorige serie de huisbazin van haar drie vriendinnen tot ze haar huis aan ze verkocht. Na het vertrek van Dorothy omdat die met haar oom Lucas is getrouwd, wil ze samen met Sophia en Rose een hotel beginnen en dus verkoopt ze samen met de twee anderen haar huis. Blanche is een echte mannenverslindster, ijdel en ook wat egoïstisch. Ze speelt graag de baas in het hotel en vergeet licht dat ze het hotel deelt met Sophia en Rose. De beslissingen die zij neemt, doet ze liever niet in overleg met de andere twee.
- Rose Nylund

Rose Nylund is de blondine van het stel. Ze vertelt vaak verhalen over haar geboortedorp Saint-Olav in Minnesota, tot groot ongenoegen van de anderen. Ze is ruimhartig, liefdevol, zorgzaam, ietwat naïef en gevoelig. Ze is vaak het mikpunt van de treiterijen van Sophia of wordt door Blanche voor haar karretje gespannen. Verder is zij diegene die de groep bij elkaar wil houden en vaak positief is ingesteld. 
- Sophia Petrillo

Sophia Petrillo is de oudste van het drietal. Ze loopt tegen de negentig, maar gedraagt zich soms nog als een lastig kind. Ze is erg brutaal en slinks. Ze wil soms gebruik maken van het hotelkeuken om haar Italiaanse specialiteiten te koken, waardoor ze in conflict komt met de kok Chuy Castillos die liever zijn Mexicaanse specialiteiten maakt. 
- Roland Wilson

Roland Wilson is de Afro-Amerikaanse manager van het hotel die een jongen genaamd Oliver Webb heeft geadopteerd samen met zijn collega Chuy Castillos. Om geen problemen te krijgen met de Kinderbescherming, doen ze beiden alsof ze de getrouwde Anglo-Amerikaanse vader Bob zijn. Roland lijkt te zijn getrouwd met zijn werk, waardoor de dames zich zorgen om hem maken en hem hebben gekoppeld aan een jonge vrouw. Verder houdt Roland er niet van als Blanche steeds "meisjes" zegt als ze hem met de andere twee wil praten. Hoewel Roland graag een koele en zakelijke indruk wil maken zoals een gedegen manager hoort te doen, is hij veel gevoeliger dan hij wil toegeven.
- Jesús "Chuy" Castillos

Chuy Castillos is de Mexicaans-Amerikaanse kok van het hotel. Hij beschouwt zichzelf als de baas van de keuken waardoor hij wel eens ruzie krijgt met Sophia. Hij was getrouwd met een vrouw die hij veel liever kwijt dan rijk was. 
Hij had een boezemvriend Rubén die hij in bed met zijn vrouw betrapte. En zijn jeugd was ook niet erg rooskleurig.
Zijn vader gebruikte hem tijdens kerstmis als reclamestunt waardoor hij een hekel aan kerstmis gekregen heeft. Later krijgt hij een relatie met de moeder van Roland, waardoor zijn vriendschap met Roland onder druk kwam te staan. Ze hebben samen een Anglo-Amerikaans jongetje geadopteerd genaamd Oliver Webb. 

## Afleveringen
Seizoen 1
| #  | Titel Aflevering                                             | Samenvatting | Uitzenddatum VS   |
| -- | ------------------------------------------------------------ | --- | ----------------- |
| 1  | Pilot                                                        | Blanche, Rose en Sophia verkopen het huis en beginnen een hotel in Miami, maar ze leren dat een hotel exploiteren niet eenvoudig is. | 22 juli 1992      |
| 2  | Promotional Considerations                                   | Blanche en de manager Roland Wilson krijgen een twist over wie het hotel beter kan leiden en bovendien krijgen ze ook een gast die heeft gezeten in een krankzinnigengesticht. | 25 september 1992 |
| 3  | Miles, We Hardly Knew Ye                                     | Blanche ontdekt via Roland dat Miles, de vriend van Rose, al jaren het hotel Golden Palace bezoekt. Ze vermoedt dat Miles een geheime liefde heeft en vertelt alles aan Rose. | 2 oktober 1992    |
| 4  | One Old Lady to Go                                           | Rose sluit vriendschap met een oude dame die licht seniel is en weigert haar terug te brengen naar het verzorgingstehuis waar ze van is weggelopen. | 9 oktober 1992    |
| 5  | Ebbtide for the Defense                                      | Roland en Blanche zijn bang voor schade en ongelukken sinds ze hun verzekeraar de verzekering heeft opgeheven. Chuy moet intussen samenwerken met een oude vriend die hem ooit heeft bedrogen met zijn ex-vrouw.                                                                                      | 16 oktober 1992   |
| 6  | Can't Stand Losing You                                       | Rose en Blanche gaan wedijveren wie van de twee Roland het snelst kan koppelen aan een vrouw. | 23 oktober 1992   |
| 7  | Seems Like Old Times: Part 1                                 | Hun oude vriendin Dorothy Zbornak komt ze op zoeken in de Golden Palace en wil Sophia meenemen naar huis. | 30 oktober 1992   |
| 8  | Seems Like Old Times: Part 2                                 | Vanwege de ruzie tussen Rose, Blanche en Dorothy besluit Sophia om terug te gaan naar Shady Pines. | 6 november 1992   |
| 9  | Just a Gigolo                                                | Blanche wordt verliefd op een gast die zegt een gigolo te zijn. Rose wil Blanche waarschuwen dat zo'n relatie verkeerd is. Chuy en Roland doen intussen mee aan een zelfbewustwordingstherapie. | 13 november 1992  |
| 10 | Marriage on the Rocks with a Twist                           | De ouders van Roland komen om hem te vertellen dat ze na 35 jaar huwelijk gaan scheiden. Intussen wordt Rose het mikpunt van grappen van Sophia en een komiekenduo. | 20 november 1992  |
| 11 | Camp Town Races Aren't Nearly as Much Fun as They Used to Be | De verstandshouding tussen Roland en Blanche wordt extreem vijandig als Blanche de vlag van de Confederatie in het hotel hangt. | 4 december 1992   |
| 12 | It's Beginning to Look a Lot (Less) Like Christmas           | Golden Palace houdt een kerstfeest en Chuy zegt dat hij niet van kerstmis houdt. | 18 december 1992  |
| 13 | Rose and Fern                                                | Miles probeert zijn verbroken relatie met Rose weer goed te maken, terwijl Roland en Blanche uitvissen wie van het hotelpersoneel geld verduisterd. | 8 januari 1993    |
| 14 | Runaways                                                     | Sophia wil graag met de auto door Miami rijden, maar vanwege een feest die ze moeten organiseren heeft niemand tijd voor haar of wil haar hun auto uitlenen. Daarom steelt ze een wagen van een hotelgast.                                                                                            | 15 januari 1993   |
| 15 | Heartbreak Hotel                                             | Blanche hoort dat Taylor Williams, de enige man die ze nooit heeft kunnen krijgen, in Miami is en in het hotel komt logeren. Ze wordt stikjaloers als Taylor verliefd wordt op Rose. | 29 januari 1993   |
| 16 | Senor Stinky Learns Absolutely Nothing About Life            | Chuy Castillos voelt zich niet gewaardeerd als hij door Rose wordt vervangen in het volleybalteam van de Golden Palace. | 5 februari 1993   |
| 17 | Say Goodbye, Rose                                            | Rose ontmoet een hotelgast die erg lijkt op haar overleden man Charlie. Blanche heeft intussen een woordenwisseling met haar zoon Matthew die graag komiek wil worden. | 12 februari 1993  |
| 18 | You've Lost That Livin' Feeling                              | Het hotel heeft een heropening, maar bij de eerste avond sterft een beruchte hotelrecensent en proberen de dames zo goed en zo kwaad het lijk te verbergen. | 19 februari 1993  |
| 19 | The Chicken and the Egg                                      | Blanche krijgt haar dochter Rebecca op bezoek die haar vraagt om haar kleinkind te baren met zaad van haar echtgenoot. | 5 maart 1993      |
| 20 | A New Leash on Life                                          | De nieuwe minnaar van Blanche is een hazewindhondfokker die hazewindhonden fokt voor hondenrennen. Rose is geschokt als ze hoort dat de man zijn honden die niet snel genoeg zijn laat afmaken. | 2 april 1993      |
| 21 | Pros and Concierge                                           | Blanche, die dacht dat Roland achter haar om voor de concurrent wil gaan werken, ontslaat hem. | 9 april 1993      |
| 22 | Tad                                                          | Tad, de verstandelijk beperkte grote broer van Blanche, komt haar in het hotel opzoeken en wordt verliefd op Rose. | 16 april 1993     |
| 23 | One Angry Stan                                               | De dames krijgen het nieuws te horen dat Stan Zbornak is overleden. Ze zijn alle drie erg bedroefd, maar Sophia ontdekt dat Stan helemaal niet dood is, maar zijn dood in scène heeft gezet om de IRS te ontlopen.                                                                                    | 30 april 1993     |
| 24 | Sex, Lies & Tortillas                                        | De zomervakantie begint en Roland probeert te voorkomen dat sommige jongeren zwartovernachten in het hotel. Rose krijgt haar kleindochter Charley in het hotel te logeren die overweegt seks te hebben met haar vriendje. En Chuy is van plan om het wereldrecord "grootste tortilla ooit" te breken. | 7 mei 1993        |